# Isaac Shoenberg
Isaac Shoenberg (Pinsk, 1 maart 1880 – Londen, 25 januari 1963) was een Brits elektronicus van Joods-Russische afkomst. Hij is met name bekend van zijn rol in de ontwikkeling van de televisie in Groot-Brittannië.

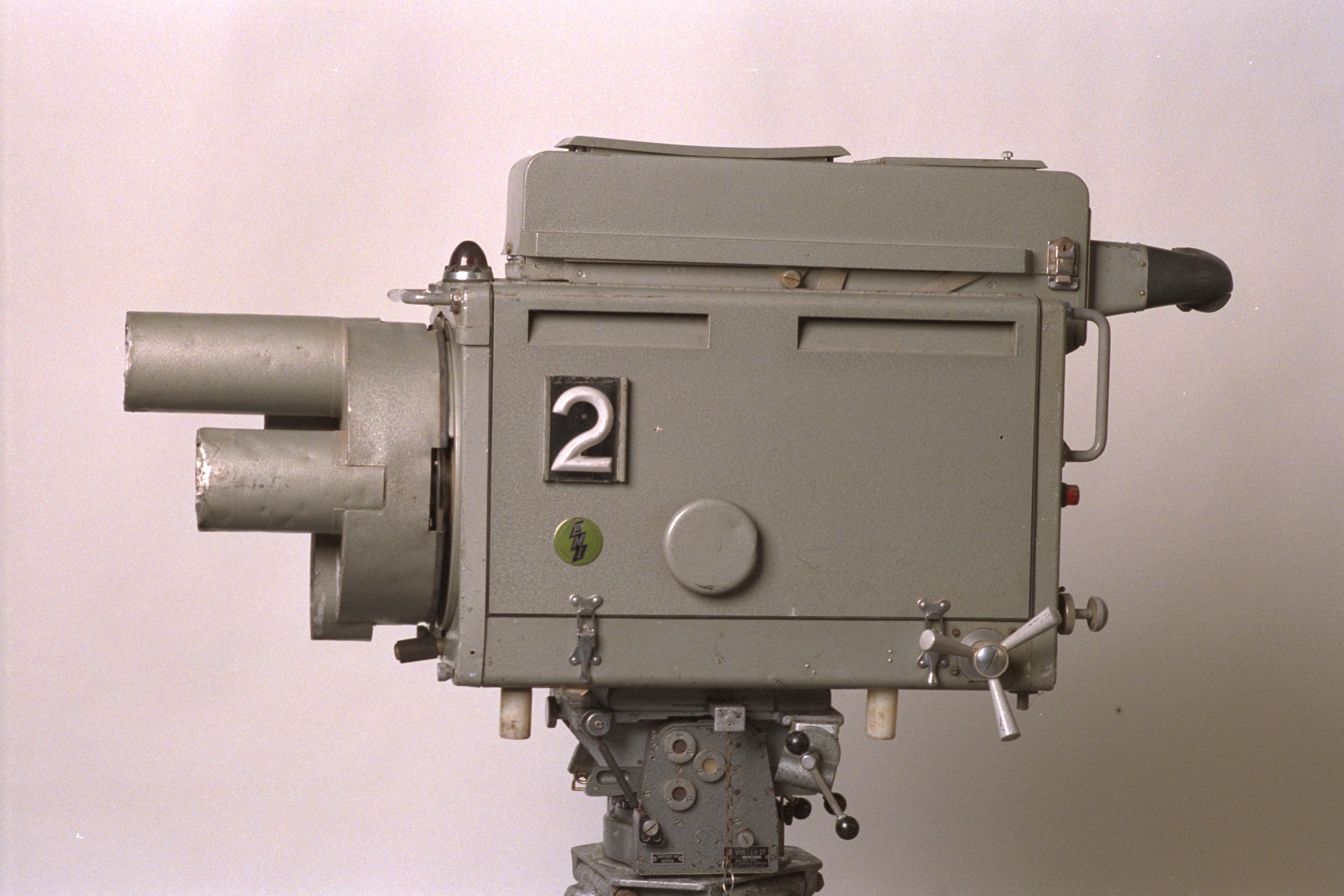
EMI Emitron camera, ontwikkeld door een onderzoeksteam, onder leiding van Shoenberg

## Biografie
Sir Isaac Shoenberg werd geboren in de toenmalige Russische plaats Pinsk, nu Wit-Rusland. Hij studeerde wiskunde, werktuigbouwkunde en elektrotechniek in Kiev. In 1905 werd hij aangenomen voor het ontwerp en de installatie van de eerste draadloze radiostations in Rusland. Vanwege de anti-joodse stemming in Rusland waar zijn familie onder leed emigreerde hij kort voor de uitbraak van de Eerste Wereldoorlog in 1914 naar Engeland, waar hij in dienst trad van de Marconi Wireless and Telegraph Company.
In 1928 ging hij voor de Columbia Graphophone Company werken als algemeen directeur. Hij bleef bij het bedrijf toen het begin jaren 1930 fuseerde tot Electric and Musical Industries Ltd. (EMI). Hier leverde hij belangrijke bijdragen op het gebied van de televisietechniek. Zo was hij leider van het EMI-onderzoeksteam (waaronder Alan Blumlein) die de moderne televisiecamera Emitron ontwikkelde en verbeterde. In 1936 besloot de British Broadcasting Corporation (BBC) om het door Shoenberg bij EMI ontwikkelde televisiesysteem te gebruiken voor de eerste tv-uitzendingen. In 1955 werd Shoenberg directeur van EMI en voor zijn televisietechnische verdiensten werd hij in 1962 geridderd.